# Personaggi di Flor - Speciale come te
Questa voce contiene un elenco dei personaggi presenti nella telenovela Flor - Speciale come te.

## Personaggi principali

### Florencia "Flor" Fazzarino Santillán
- Florencia "Flor" Fazzarino Santillán (stagioni 1-2), interpretata da Florencia Bertotti, doppiata da Eleonora Reti.[1]

### Federico Fritzenwalden
- Federico Fritzenwalden (stagione 1), interpretato da Juan Gil Navarro, doppiato da Ivano Bini.[1]

### Delfina Santillán Torres Oviedo
- Delfina Santillán Torres Oviedo (stagioni 1-2), interpretata da Isabel Macedo, doppiata da Emilia Costa.[1]

### Massimo Augusto Calderón de la Hoya
- Massimo Augusto Calderón de la Hoya (stagioni 1-2), interpretato da Fabio Di Tomaso, doppiato da Andrea Lavagnino.[1]

### María Laura "Malala" Torres Oviedo
- María Laura "Malala" Torres Oviedo (stagioni 1-2), interpretata da Graciela Stefani, doppiata da Licinia Lentini.[1]

Di origini povere e per non farlo sapere rinnega la madre, che non va a trovare quando la crede morta, e Beba, sua sorella. È sempre in disaccordo con Titina, che conosce sin dall'infanzia, perché pensa che questa le abbia "rubato" il fidanzato, Raul. È la madre di Delfina e Sofía, e vedova di Alberto Santillán. È sempre disposta ad aiutare sua figlia Delfina, in quanto eguali in fatto di cattiveria, e a procurare danni al suo prossimo per ottenere ciò che vuole: soldi. Come la figlia, in casa Fritzenwalden nessuno la sopporta, tanto da essere apostrofata "la strega maggiore". Alla morte del marito, Malala va dall'avvocato a riscuotere l'eredità. Le dirà che Santillán ha avuto una figlia fuori dal matrimonio ma non l'ha mai riconosciuta, però prima di morire ha modificato il testamento, lasciando alla figlia illegittima il 50% di tutti i suoi beni. In una clausola ha messo che se la figlia non riscuotere l'eredità, Malala, Delfina e Sofía non possono farlo, e in un'altra, che hanno un anno di tempo per trovarla, e se ciò non succede la figlia perde tutto il suo diritto sull'eredità. Malala crede che Titina sappia chi sia la figlia illegittima di Santillán e quindi un giorno la segue, mentre Flor porta i ragazzi a scuola insieme a Roberta, Malala vede Titina e Roberta nascoste in un cespuglio e da lì crede che la bambina sia la figlia di Margarita Valente. Malala convinta che Roberta sia la figlia di Margarita inizia a trattarla bene e a farle domande e riempirla di regali fino a quando una sera non la porta fuori per comprarle tutto quello che vuole e a cenare fuori, quando però Roberta dice che sua madre non è Margarita Valente inizia a maltrattata e a buttare tutto ciò che le ha regalato. Considera Titina come la sua nemica numero uno a causa di diverse incomprensioni scatenate dal momento in cui quest'ultima le ha "rubato" il fidanzato, Raul con cui Malala nel corso dei primi episodi della serie inizia una relazione. Dopodiché comincia ad uscire con Cacho, nipote di Titina, che Malala chiama Carlos o Charlie, ma quando scopre che egli sta con lei solo per rubarle dei soldi e utilizzarli in diverse scommesse sui cavalli, lo lascia. Trova l'amore nell'amico di infanzia di Federico, il medico Claudio Bonilla, più giovane di Malala di diversi anni; in lui trova il complice ideale per ingannare prima Federico e poi Massimo. Malala inoltre, odia i ragazzi di casa Fritzenwalden, sua sorella Beba, e Lorenzo, a cui dà invece il soprannome di "hippy spilorcio". Dopo che Federico lascia Delfina sull'altare, si sposa con Claudio Bonilla. Nella seconda stagione, Per tentato regicidio verso la Contessa Anna, la madre del Conte Massimo, sarà condannata a sette anni di prigione e non si pentirà di aver fatto del male a Flor. Verrà mandata in carcere, per poi scappare e commettere un'ennesima cattiveria, strappare l'abito da sposa di Flor. Dopo questo gesto verrà nuovamente arrestata senza minimamente pentirsi del male che ha fatto a Flor e continuando a nutrire un profondo risentimento nei suoi confronti.
In realtà il suo cognome è solo Torres, Oviedo lo ha aggiunto lei per far colpo su Alberto. È calva e porta una parrucca, perché come racconta lei stessa a Titina, una parrucchiera le ha piastrato male i capelli, facendoglieli perdere. Nei Teen Angels appare come cugina di Bartoloméo e Malvina Bedoya Agüero.

### Franco Fritzenwalden
- Franco Fritzenwalden (stagioni 1-2), interpretato da Benjamín Rojas, doppiato da Paolo Corridore (s. 1) Gabriele Lopez (s. 2).[1]
Franco è il figlio secondogenito di Erik e Maria, ed è il fratello di Federico, Nicolás, Maia, Martín e Tomás, nonché erede della fortuna Fritzenwalden. Franco è il gemello di Nicolás ed è nato cinque minuti prima di quest'ultimo. Inizialmente è innamorato di Flor.[10][11] Quando Flor vede che tutte le speranze con Federico sono esaurite a causa della finta gravidanza di Delfina, decide di dare una possibilità a Franco,[12] e questo farà infuriare  Federico che poi prenderà la decisione di mandarlo via. In seguito avrà delle relazioni con Paloma, Amelie e tante altre. Nella seconda stagione, afflitto dalla morte del fratello maggiore Federico, prova un odio profondo verso il Conte Massimo, che è diventato tutore dei ragazzi per volere di Federico.[13] Poi la situazione cambia perché Franco grazie a Flor vede il video che il fratello ha lasciato,[14] e i due cominciano ad avere un'amicizia quasi fraterna. Nel frattempo si innamora, ricambiato, di sua cugina Olivia e per un periodo decidono di stare insieme, ma vista la stretta parentela quasi tutti sono contrari a questa relazione. Dopo un po', Nicolás vede in TV  un ragazzo uguale a lui, Lautaro, fanno il test del DNA e si scopre che sono fratelli,[15] quindi Lautaro viene a reclamare la sua parte di eredità.[16] Una notte, due donne hanno partorito due gemelli ciascuno, ma è morto il gemello di Franco, quindi sua madre ha deciso di scambiarlo con uno dei Fritzenwalden, perché lei era povera, sola e voleva che suo figlio crescesse in una buona famiglia.[17] Delfina, insieme a Bonilla, per non dare la parte di eredità a Lautaro, falsificano le analisi del DNA di Franco e Nicolás, facendo credere che l'adottato è Nicolás. Dopo averlo scoperto, Franco rinuncerà al suo amore per Olivia.[18][19] Successivamente si fidanzerà con Maria, ma durante questo periodo scopre la verità grazie a Facha, il quale sente Bonilla parlare al telefono con un avvocato confessando ciò che aveva fatto.[20][21] Dopo essersi ripreso dalla notizia, Franco, lascerà Maria e si rimetterà con Olivia, ma visto che Maria, per un fraintendimento di Valentina,[22][23] si fingerà incinta,[24] Franco le chiederà di sposarlo. Olivia scoprirà la verità grazie a Valentina e interromperà la cerimonia.[25] Alla fine Franco e Olivia staranno insieme. Biondo con taglio di capelli a mezza nuca, occhi azzurro-chiari, alto e magro. Carattere molto spesso simbolo di scontri di carattere violento, riproduce in modo ironico il suo personaggio. Una sua frase è "arrivo subito al sodo con le ragazze". Attaccabrighe, creativo in musica con gusto musicale tra rock e pop. Non sa disegnare, è bravo negli sport soprattutto nel tennis, come suo padre biologico.

### Nicolás Fritzenwalden
- Nicolás Fritzenwalden (stagioni 1-2), interpretato da Nicolás Maiques, doppiato da Alessio De Filippis.[1]
Nicolas è il figlio secondogenito di Erik e Maria, ed è il fratello di Federico, Franco, Maia, Martín e Tomás, nonché erede della fortuna Fritzenwalden. Nicolás è il gemello di Franco ed è nato cinque minuti dopo di quest'ultimo. È soprannominato Nico dagli amici e dai fratelli, è un ragazzo molto romantico, ma che non ha successo con le ragazze. Il suo primo amore è Clara, che conquista con delle frasi romantiche via e-mail. Poi si fidanza con Mirta e infine con Paloma, una ragazza che si fingeva cieca. Valentina è innamorata di lui, che però la rifiuta. Nico si accorge di amarla quando scopre il fidanzamento della ragazza con Pato, che alla fine lascerà per mettersi con lui. Rintraccia il suo vero fratello gemello Lautaro, grazie ad un sito web.

### Maia Fritzenwalden
- Maia Fritzenwalden (stagioni 1-2), interpretata da Paola Sallustro, doppiata da Katia Simeoni.[1]
Maia è la quarto genita ed unica figlia femmina di Erik e Maria, ed è la sorella di Federico, Franco, Nicolás, Martín e Tomás. Fa parte della band Flor e la sua band, all'insaputa di Federico, inizialmente si innamora di Facha, ma per colpa del fratello maggiore si devono lasciare; poi si innamora di un motociclista, che inizialmente appare come un semplice fidanzato e poi la ricatta, visto che lei l'aveva lasciato. Dopo si innamora di Matias, l'avvocato del fratello Federico, i due dopo si fidanzano, ma ci sono due problemi: Matias non sa come dirlo a Federico, quando glielo dice lui lo licenzia e la loro differenza d'età di 10 anni, alla fine Maia se ne andrà a Londra per gli studi. Il ritorno a Buenos Aires non si vede, però la si può rivedere nell'episodio 131, al matrimonio di Federico e Delfina[6] e per il funerale di Federico.[26] Nella seconda stagione appare dall'episodio 156 fino alla fine, visto che ritorna da Londra. Si fidanzerà ufficialmente con Facha.

### Martín Fritzenwalden
- Martín Fritzenwalden (stagioni 1-2), interpretato da Agustín Sierra, doppiato da Stefano De Filippis.[1]
Figlio quintogenito di Erik e Maria, fratello di Federico, Nicolás, Franco, Maia e Thomas, nonché erede della fortuna Fritzenwalden. Nella prima stagione Martin è il genio della serie, ha l'asma, inizialmente innamorato di Paz, infatti si fidanzeranno, ed inizialmente la ragazza dice di essere innamorata di Jonatan, un suo compagno di classe, ma dopo lei capirà di essere innamorata di Martin. Poi il ragazzo partirà per uno scambio di culture e farà scambio con Dominique, anche se quando Martin ritornerà la ragazza rimarrà ancora in casa Fritzewalden. Va spesso dallo psicologo Rosembaum, per sfogarsi. L'ultimo episodio finisce che Delfina dopo la morte di Federico lo manda insieme al fratello Thomas in un collegio. Nella seconda stagione, Martín è in un collegio con suo fratello Tomás, dove qui conosceranno Santiago; infatti i tre usciranno grazie al conte Massimo, perché si è convinto ad avere la tutela dei ragazzi. Martín e Paz dopo pochissime puntate si lasceranno a causa del suo tradimento con Lloako poi però arriva a casa Fritzenwalden una ragazza di nome Marina. Dopo di Marina si fidanza con Isolinda, la nipote di Greta e Luz. Alla fine della seconda stagione verrà adottato da Massimo e Flor.

### Tomás Fritzenwalden
- Tomás Fritzenwalden (stagioni 1-2), interpretato da Stefano de Gregorio, doppiato da Maia Orienti (s. 1) Germana Savo (s. 2)[1]
Tomás è il figlio sestogenito di Erik e Maria, fratello di Federico, Nicolás, Franco, Maia e Martín, nonché erede della fortuna Fritzenwalden. Appena Flor arriva a casa Fritzenwalden, Tomás si affeziona subito a lei. È molto affezionato ai suoi fratelli e alla nuova arrivata Roberta Espinosa, però quando il fratello Martín deve fare lo scambio culturale si disprezza. Un giorno vede arrivare dalla finestra una bambina di nome Dominique, questa bambina gli farà passare tanti guai; Flor alcune volte definisce lui, Roberta e Domenique, un trio perfetto. Però quando la bambina se ne andrà lui rimarrà deluso. Alla fine della stagione, visto che il fratello maggiore Federico è morto, Delfina lo manda insieme a Martín in un collegio. All'inizio Tomás è nel collegio dove conosce Santiago, che inizialmente non gli stava simpatico, visto che gli faceva sempre scherzi, poi però grazie a Massimo, che decide di prendere la tutela dei ragazzi riescono (lui e Martín) a uscire.[27][28] Fin dall'inizio ha un ottimo rapporto con Massimo.

### Roberta Espinosa
- Roberta Espinosa (stagioni 1-2), interpretata da Lali Espósito, doppiata da Giorgia Baruffi (s. 1) Ludovica Bebi. (s. 2).[1]
La madre, che abita a Salta, non guadagna abbastanza per mantenerla. Vive con la nonna ma scappa di casa dopo la sua morte, viene trovata da Flor che la porta a casa Fritzenwalden.[29][30] Dopo un po' però Federico, la scopre e chiama la madre Sandra, appena arrivata la vuole portare via visto che si sta per sposare; alla fine non se ne andrà. Per colpa di Dominique, una ragazzina che per un periodo vivrà con lei, la figlia di un amico di Federico cadrà dalla bicicletta e andrà in ospedale. Alla fine, visto che Federico è morto, Delfina, la moglie di Federico anche se lo ha ingannato, la rimanda a Salta. Nella seconda stagione ritorna a Buenos Aires, in casa Fritzewalden, grazie al Conte Massimo, dato che lo spirito di Federico è rimasto in lui dopo che Federico è morto. Ritorna di nuovo amica di Tómas. Si fidanzerà con Thiago, l'amico che aveva incontrato in collegio ma visto che lui è troppo geloso lo lascerà e dopo un po' si fidanza con Lucas, questi due entrano spesso in conflitto. Anche questo amore finirà quando si accorgerà di amare Martín. Alla fine della stagione sua madre le propone di tornare a Salta, ma Flor (che si era accorta che la bambina non voleva lasciare i suoi amici) compra la casa del vicino e la regala a Roberta e alla mamma. Così potranno vivere sempre tutti insieme.

## Personaggi secondari

### Claudio Bonilla
- Claudio Bonilla (stagioni 1-2), interpretato da Gerardo Chendo, doppiato da Sergio Luzi (s.1) Gianluca Crisafi (s. 2).[1]
Dottore corrotto, sembra amico di Federico, ma in seguito suo nemico; nel corso del matrimonio mancato di Delfina chiede a Malala di sposarlo, lei, per non intaccare la sua immagine di "donna perfetta", lo sposa. Farà anche finta di essere il medico di Delfina grazie alla sua laurea in medicina. È spesso definito da tutti "lo stupido". Alla fine verrà condannato all'ergastolo per tentato regicidio e costretto a fare il medico dei suoi compagni di cella.

### Sofia Santillán Torres Oviedo
- Sofía Santillán Torres Oviedo (stagioni 1-2), interpretata da Ángeles Balbiani, doppiata da Rachele Paolelli.[1]
È la sorella di Delfina, figlia di Malala. Da sua madre e da sua sorella viene considerata "stupida", "goffa" e "cicciona". Sofía è fidanzata con Bata. Rispetto alla sorella Delfina è molto dolce, premurosa e disponibile, trovando in Titina una valida figura materna. Nella prima stagione trova lavoro al bar Bonafide, dove fa amicizia con Pipo, un barista, che, nel frattempo si è innamorato di lei; diventa poi amica di Maia e Valentina. Si trasferisce in Brasile a causa di Delfina, per poi tornare nella seconda stagione, durante la quale si fidanzerà di nuovo con Bata. È la sorellastra di Flor, a cui è molto legata. Alla fine della seconda stagione, anche lei rimarrà incinta.

### Evaristo Carlos Colombo
- Evaristo Carlos Colombo (stagioni 1-2), interpretato da Alejo García Pintos, doppiato da Gianfilippo Grasso (s.1) e da Sergio Luzi (s.2).[1]
Fedele maggiordomo e migliore amico di Massimo, è interessato solo al suo bene. Appena arriva in casa Fritzenwalden è un po' distaccato e si arrabbia spesso con i bambini, inoltre non vede di buon occhio Flor. Crede che Delfina sia il massimo per Massimo, per questo l'aiuta a conquistarla. È molto superstizioso, e, per colpa sua Massimo inizierà a credere ai segni e nelle coincidenze; proprio per questo sposerà Delfina. Quando si scoprirà la verità su Delfina, riconoscerà i suoi errori e chiederà perdono a Flor per il suo ingiusto comportamento ed è il padrino di Andrés, figlio di Flor e Massimo.

### Greta
- Greta Van Beethoven (stagioni 1-2), interpretata da Henny Trayles, doppiata da Stefania Romagnoli.[1]
Tuttofare tedesca di casa Fritzenwalden. È una lontana nipote del famoso compositore tedesco Beethoven. È sempre stata in casa Fritzenwalden. Chiama Federico "Herr Federica". Nonostante sia severa, vuole molto bene ai ragazzi: è molto divertente quando sbaglia a pronunciare le parole, a causa del suo invadente accento tedesco. Odia le streghe e Bonilla. Fa da madrina a Federico jr figlio di Flor e Massimo. Compie gli anni il 27 novembre.[31]

### Lorenzo
- Lorenzo Mónaco (stagioni 1-2), interpretato da Esteban Prol, doppiato da Emiliano Reggente.[1]
È un hippy, è una persona astuta, ed è l'uomo con cui Delfina fugge in gioventù. Durante un viaggio, al confine con la Bolivia e in gran segreto si sposano. Ricorre spesso a piani e a travestimenti. Federico muore per salvare Massimo, proprio perché si trovava in quel luogo per catturare il complice di Delfina, proprio lui, Lorenzo Mónaco. Nella seconda stagione inganna Massimo, esattamente come aveva fatto con Federico, ma s'innamora di Flor tentando di conquistarla. Questo innamoramento lo ammorbidisce, ma Delfina gli fa "il lavaggio del cervello", costringendolo ad ingannare Flor e a rubarle dei soldi. Lorenzo esegue gli ordini, ma fugge, rubando dei soldi anche a Delfina. Successivamente restituisce a Flor e a Massimo i soldi rubati, lasciando una lettera dove confessa di essere sposato con Delfina. La lettera non arriva mai nelle mani di Massimo, perché viene sottratta da una sua ex, Miranda, giunta lì per tentare di riconquistarlo. Il Conte tenta di catturare Lorenzo, senza riuscirci perché Lorenzo scappa, cosciente del pericolo che corre. Ritorna dopo cinque mesi per andare a trovare Delfina, ormai in carcere: la donna gli dice, con un'espressione sinistra, che avrebbe fatto un regalo ai bimbi di Flor, così, quando lui scopre di che si tratta, un orsacchiotto esplosivo, corre da Flor nella camera dei bimbi, prende il regalo di Delfina, e lo getta dalla finestra. Per colpa di Massimo, che gli trattiene il braccio, l'orsacchiotto si incastra tra i rami dell'albero di Flor. Così Lorenzo scende dalla finestra per gettarlo il più lontano possibile, ma non fa in tempo, perché l'orsacchiotto esploderà. L'esplosione ferisce gravemente Lorenzo, che viene ricoverato in ospedale, in fin di vita, ma miracolosamente guarisce, e torna con Delfina, dopo che si è pentita di tutto il male che ha fatto.

### Olivia
- Olivia Fritzenwalden (stagione 2), interpretata da Brenda Gandini, doppiata da Valentina Mari.[1]
Sorella di Max Pepita, cugina dei fratelli Fritzenwalden. Olivia è una ragazza spensierata e piena di vita, ricca di passioni. Innamorata fin da piccola di Franco, si fidanza con Bernardo per dimenticare il suo amore impossibile. Tornando con Bernardo a Buenos Aires da un lungo viaggio, ritrova Franco; nonostante l'impossibilità del loro amore decidono di stare insieme. In seguito si fidanzerà con Facha, migliore amico di Franco per dimenticare di nuovo il suo grande amore conscia di non poter stare con suo cugino. Successivamente scoperto che Franco è stato scambiato alla sua nascita con uno dei Fritzenwalden, vivrà felice con il suo amore con cui si sposerà. Partirà con Franco per seguirlo nella sua nuova vita.

### Facha
- Danilo "Facha" (stagioni 1-2), Interpretato da Diego Child, doppiato da Federico Di Pofi.[1]
 Cantante della band, è un ragazzo sempre allegro e povero, gli piacciono molto i gatti. Nella prima stagione ha avuto una cotta per Maia; il loro amore era impossibile per colpa della famiglia di quest'ultima, infatti Federico Fritzenwalden gli aveva proibito di stare con sua sorella per via della differenza di età e proprio per questo Facha decide di lasciare Maia, anche se non ha mai smesso di amarla. È il migliore amico di Franco. Nella seconda stagione si innamora di Olivia, senza però quasi mai essersi fatto avanti. Solo per un breve periodo, Facha e Olivia si mettono insieme, finché la ragazza scopre che Franco non è suo cugino. Quindi Olivia lascia Facha e si mette con Franco. Al ritorno di Maia da Londra, Facha si rimette con lei.[32]

### Bata
- Damián "Bata" Medina (stagioni 1-2), interpretato da Diego Mesaglio, doppiato da Simone Marzola (s.1) e da Leonardo Graziano (s.2).[1]
Figlio di Titina e Raul. È il batterista della band,[33] Di carnagione scura, fisicamente robusto, all'inizio della storia credono tutti che si tratti del fidanzato di Flor, per la quale è come un cugino; in realtà viene raccontata questa storia solo per proteggere Flor dalla cattiveria di Malala. Bata era fidanzato con Sofía, la quale decide di lasciarlo dopo aver scoperto di essere stata tradita più volte. Si metteranno di nuovo insieme nella seconda stagione, inoltre, alla fine della seconda stagione scopriranno di aspettare un bambino. È il migliore amico di Nicolás e Flor.

### Clara
- Clara Alcántara (stagione 1), interpretata da Mariana Seligmann, doppiata da Martina Melani.[1]
È la corista della band, Nata è la sua migliore amica. Capelli biondi e spirito romantico. Tramite e-mail le vengono inviate lettere romantiche da colui che a tutti è noto come "Il lupo solitario", il quale si rivelerà essere Nicolas, follemente innamorato di lei. Clara è innamorata dell'aspetto di Franco e della personalità di Nico, ma in realtà, è innamorata pazzamente di Nico, anche se non riesce a dichiararsi. Clara cerca di dimenticare Nico mettendosi con Julian, il fioraio, che si innamora di Clara ma per un breve periodo. Clara non vuole accettare il fatto di essere innamorata di Nico. L'amico di Julian organizzerà una rapina, ma i piccoli, con l'aiuto di Flor smantelleranno il suo piano, ma il merito andrà a Sofía. Verrà messo in carcere anche Julian per colpa di Nico ma quando verrà scagionato, la relazione tra Nico e Clara si comprometterà ancora di più. Quando Nico si innamora di Paloma, Clara inizierà ad odiarla insieme ai Fritzenwalden, non risparmiando loro battute ironiche. Approssimativamente alla fine della prima stagione, Clara si trasferirà con la famiglia in un'altra città, e, frequentando l'università con i soldi guadagnati vendendo vestiti, quindi, non facendo più parte della band, verrà sostituita per un po' da Valentina.

### Nata
- Renata "Nata" (stagione 1), interpretata da Micaela Vázquez, doppiata Chiara Tomarelli.[1]
Insieme a Clara è la corista della band, ed è la sua migliore amica, si fida ciecamente di lei. Capelli neri, carattere comprensivo. Per un po' di tempo, per far ingelosire Maia, si è finta la ragazza di Facha. L'idea però è stata di Facha, che essendo innamorato di Maia ha ideato questo piano. Nata l'ha appoggiato, perché essendo uno dei suoi migliori amici per lui farebbe qualsiasi cosa. Ha una relazione con Matías, il quale, dopo un po' si disinteressa di lei, poiché attratto da Maia, di cui è molto innamorato. Viene ingannata da Franco, che volendo dimenticare Flor, si mette con lei, ma Franco farà il doppio gioco, stando sia con lei, che con Luciana. In un certo senso è responsabile della scoperta di Flor e della band, perché in quel momento, credendo che Franco voglia cantare ancora con Flor, non lo lascia passare, impedendogli di avvertire Flor. All'inizio della seconda stagione andrà a studiare in Spagna.

### Valentina
- Valentina (stagioni 1-2), interpretata da Maida Andrenacci doppiata da Sonia Di Santo (s.1) e Barbara Sacchelli (s.2).[1]
È un'amica di Maia, partirà con lei nel viaggio a Disneyland. Prima le piace Franco poi, rendendosi conto di non avere possibilità, s'innamorerà di Nicolás, che la tratterà male. Si consolerà con Pato, un ragazzo robusto, vegetariano, e bravo con le parole d'amore. Quando Nicolás lo scopre, capisce che Valentina gli piace, quasi da impazzire. Valentina cederà e si fidanzerà con il suo grande amore Nicolás. È molto invadente e pettegola, spesso si caccia nei pasticci ed è proprio lei a dire ad Olivia che Maria non è incinta e per questo Olivia e Franco potranno stare insieme.

### Matías
- Matías Ripamonti (stagione 1), interpretato da Esteban Pérez, doppiato da Stefano Billi.[1]
È il migliore amico e avvocato di Federico. All'inizio nutre dei sentimenti per Flor. Aiuta molto Federico sul prendere decisioni, il quale però molte volte farà sempre di testa sua. Si innamorerà di Maia e per questo avrà una lite con Federico. In seguito si innamorerà di Giulietta, la falsa gemella di Paloma. Alla fine andrà a vivere con Maia a Londra. In originale viene chiamato "Matute".

### Nilda
- Nilda Santillán (stagione 1), interpretata da Hilda Bernard, doppiata da Giovanna Avena.[1]
È la suocera di Malala quindi nonna di Delfina, Sofía e, a sua insaputa, anche di Flor. Arriva a casa Fritzenwalden in occasione del fidanzamento di Delfina, mostrandosi all'inizio un po' altezzosa ma facendo subito amicizia con Flor e i piccoli grazie al suo umorismo e alla sua saggezza. Si affeziona in maniera particolare Flor pur ignorando il loro legame di parentela. Nilda è una donna ricchissima e raffinata, è odiata da Malala che la vuole vedere morta e che chiama "la vecchia" o "vecchia arpia". Anche Nilda non sopporta Malala, a suo giudizio una donna cattiva e attaccata ai soldi del defunto figlio, Alberto. A Nilda piace molto ficcanasare e intromettersi, scopre così la relazione tra Delfina e Pedro. Diventa sia per Malala che per Delfina, una presenza insopportabile, tanto che le due decidono di cacciarla. Lascerà infatti la casa dopo il fidanzamento della nipote perché maltratta da Malala e Delfina. Riappare nell'episodio 75 per passare un po' di tempo con i Fritzenwalden. Origliando sente Malala dire che Alberto Santillán ha una terza figlia, ma crede di aver sentito male. Malala, dal canto suo, non vuole assolutamente che Nilda sappia che Flor è sua nipote per non dover spartire l'eredità della suocera con lei, per questo motivo le ruba l'apparecchio acustico. Nilda, una volta che Greta le ritrova l'apparecchio, continua a fingere di non averlo per ascoltare indisturbata le conversazioni tra le streghe. Un giorno Malala, per prendersi gioco della suocera mentre fa finta di cercare il suo apparecchio, dirà davanti a lei che Flor è la nipote. Nilda sente tutto e sviene. Al suo risveglio però non ricorda più le parole della nuora. Malala, per cancellare ogni sospetto, dirà a Nilda che Alberto ha avuto un figlio illegittimo, ma che quest'ultimo è deceduto in Thailandia. Dopo un lungo periodo di convalescenza, Nilda appare per l'ultima volta nell'episodio 141 quando saluta i Fritzenwalden prima di partire per l'Europa alla ricerca di indizi sul suo defunto nipote, ancora ignara del fatto che la sua vera nipote è Flor. Non compare nella seconda stagione.

### Titina
- Teresa "Titina" Ramos (stagione 1), interpretata da Zulma Faiad, doppiata da Sonia Scotti.[1]
Zia di Flor, è la migliore amica di sua madre, separata da Raul. Di carattere generosa, dolce, gentile, affettuosa, intelligente e amorevole ma allo stesso tempo testarda e impicciona, sola con suo figlio Damián, fa da seconda madre sia a Flor che a Sofía. Parrucchiera, gestisce un salone di bellezza chiamato Chuza's, è amica di tutti nel quartiere, ma non sopporta Malala. È a conoscenza del fatto che Flor è stata adottata, ma lo tiene segreto, fino a quando Flor la sente parlare di questo con Edoardo. Quando Raul la informa che si trasferirà in Brasile, lei ci rimane male, ma, innamorata di lui, dopo vari episodi decide di andarsene. Lascia così il negozio a Violeta, e, in seguito, con lei, lavorerà anche Beba, amica di Titina e sorella di Malala, uscita dal manicomio. La si vede apparire solo nel corso del matrimonio di Flor e Massimo. È molto buona e gentile, soprattutto con Flor.

### Pedro
- Pedro Lencina (stagione 1), interpretato da Pablo Heredia, doppiato da Sergio Luzi.[1]
È l'autista e il tuttofare di casa Fritzenwalden. S'innamora di Delfina ed ha una relazione segreta con lei. Farà anche degli accordi con Lorenzo. Verrà scoperto alla fine della prima stagione da Federico, il quale l'accuserà e lo manderà al commissariato. Alla fine Pedro confesserà tutto dicendo la verità su Delfina, inutilmente, perché lei continuerà ad ingannare Federico con l'aiuto di Lorenzo.

### Anna
- Contessa Anna De La Hoya (stagione 2), interpretata da Claudia Lapacò, doppiata da Giorgina Pazi.[1]
È la madre di Massimo. Anche lei ingannata da Malala e da Delfina, che le fanno credere di essere affetta da una rara malattia curabile solo con un trapianto di midollo, dopo averle dato del caffè avvelenato. Anna viene portata in una falsa clinica dove le verrà detto che l'unica persona compatibile con il suo midollo è Delfina. Dopo questo finto trapianto Delfina riuscirà a conquistare la fiducia di Anna, la quale le sarà riconoscente, forzando suo figlio Massimo affinché si fidanzi con Delfina, convincendolo; ma dopo un po' si lasciano e Massimo si mette con Flor. In seguito sposa Delfina, infine, Flor. Anna tornerà in scena quando Flor sarà in attesa di tre gemelli. La signora, inoltre, soffre di cleptomania; successivamente riuscirà a curarsi grazie a Grimberg, lo psicologo, del quale s'innamorerà. Farà da madrina a Margarita Anna che lei chiama Anna Margarita. Anna nonostante sia confusionaria è buona e brava e vuole molto bene a Massimo e Flor.

### Beba
- María Benita "Beba" Torres Oviedo (stagione 1), interpretata da Mirta Wons, doppiata da Laura Mercatali.[1]
Sorella di Malala, è la cameriera che prende il posto di Amalia grazie all'aiuto di Titina, sua cara amica. Malala non vuole che si sappia del loro legame di sangue, tanto da nasconderlo anche alle figlie. Infatti non vuole che si sappia che è stata povera in gioventù, ma Beba la ricatta e dice alla nipote Delfina di essere sua zia. Verrà chiusa in un manicomio a causa di Malala. Ritornerà con sua madre nella villa e quindi Malala non potrà nascondersi e dovrà ammettere tutto. Beba tornerà a lavorare nel negozio di parrucchiera di Titina, dove incontrerà e si innamorerà di Oscar, con il quale poi litiga, dato che l'uomo è già sposato, ed è un parente di Greta. Inoltre, a causa di uno scambio di due lettere fatto da Ramiro (una destinata a Flor e una a Beba, scritta da Oscar), scoprirà che Flor è la figlia di Margarita Valente; nonostante tutto, Malala cercherà più volte di impedire a Beba di non dire la verità a Flor, promettendole dei soldi. Alla fine però, dati i sensi di colpa, dirà tutto a Florencia. Se ne andrà da casa Fritzenwalden a causa di un problema di salute di sua madre.

### Paloma
- Paloma/Giulietta Mónaco (stagione 1), interpretata da Camila Bordonaba, doppiata da Federica Montanelli.[1]
È la sorella minore di Lorenzo. Entra in casa Fritzenwalden grazie a Matías, che la difende a causa di una finta rapina, e fingendosi una ragazza cieca e coraggiosa, attira la simpatia di tutti. Paloma, per poter accedere liberamente a casa Fritzenwalden per controllare Delfina,[34] si innamora di Matías, poi bacia per un paio di volte Franco, e, per poter stare con lui inventerà l'esistenza di una fantomatica sorella gemella bionda di nome Giulietta. Diventa così la spia che riferisce a Lorenzo tutti i movimenti di Delfina. Scambia e poi rimette a posto un prezioso quadro in casa Fritzenwalden, così che Matías inizia a sospettare di lei. Dopo un po' di tempo Delfina la sorprende mentre parla con Lorenzo al telefono, ma non può affermare che Paloma non è cieca, altrimenti lei dirà cosa è successo con Lorenzo, ovvero che è sposato con Delfina. Poco dopo Paloma farà finta di riprendere la vista, lascerà Nicolás e diventerà la migliore amica di Delfina. Poi viene sorpresa da Federico nel luogo dove Lorenzo ha tutte le prove contro Delfina e Malala. Malala e Bonilla scappano via, avvertendo Lorenzo. Dopo la morte di Federico si pentirà di tutto ciò che ha fatto, riferendo a Lorenzo di voler dire tutta la verità e di voler andare via per paura di essere cercata, dato che Federico, secondo lei, potrebbe aver parlato con qualcuno e dire di averla vista scappare dall’abitazione del presunto complice di Delfina. Nella seconda stagione, Lorenzo afferma che Paloma ha sposato un uomo più grande di lei.